# 瑠璃光町
瑠璃光町（るりこうちょう）は、愛知県名古屋市北区にある地名。現行行政地名は瑠璃光町1丁目から瑠璃光町5丁目。住居表示未実施。

## 地理
名古屋市北区中央部に位置する。東は下飯田町・尾上町、西は真畔町・竜ノ口町・憧旛町・垣戸町、南は若葉通、北は辻町に接する。南から順に1丁目から5丁目まで付番されている。南北に細長く、町域中央の通りに沿った町となっている。

## 歴史

### 町名の由来
『名北小学校誌』によれば、町域に所在する医王山成福寺の本尊である「薬師瑠璃光如来」に由来するという。

### 沿革
- 1932年（昭和7年）9月1日 - 東区下飯田町の一部（字寺西・郷添・南出・五幡田・下流・下ノ町・流の各一部）より東区瑠璃光町として成立[2]。
- 1938年（昭和13年）6月1日 - 東区下飯田町の一部（字寺西の残部全部）を1丁目に編入[2]。
- 1944年（昭和19年） - 北区成立に伴い、北区瑠璃光町となる。

## 世帯数と人口
2019年（平成31年）1月1日現在の世帯数と人口は以下の通りである。
| 町丁     | 世帯数  | 人口  |
| -------- | ------- | ----- |
| 瑠璃光町 | 170世帯 | 351人 |

### 人口の変遷
国勢調査による人口の推移
| 2000年（平成12年） | 342人 | [ WEB 8 ]  |  |
| 2005年（平成17年） | 271人 | [ WEB 9 ]  |  |
| 2010年（平成22年） | 344人 | [ WEB 10 ] |  |
| 2015年（平成27年） | 357人 | [ WEB 11 ] |  |

## 学区
市立小・中学校に通う場合、学校等は以下の通りとなる。また、公立高等学校に通う場合の学区は以下の通りとなる。
| 番・番地等 | 小学校               | 中学校               | 高等学校 |
| ---------- | -------------------- | -------------------- | -------- |
| 全域       | 名古屋市立名北小学校 | 名古屋市立若葉中学校 | 尾張学区 |

## 交通

### バス
- 名古屋市営バス（名古屋市交通局）
  - 瑠璃光町停留所[WEB 14]
    - アのりば - 栄12系統（安井町西行）
    - イのりば - 栄12系統（栄行）

  - 若葉通停留所[WEB 15]
    - 3番のりば - 栄12系統（栄行）
    - 4番のりば - 栄12系統（安井町西行）

## 施設
- 平安会館本社

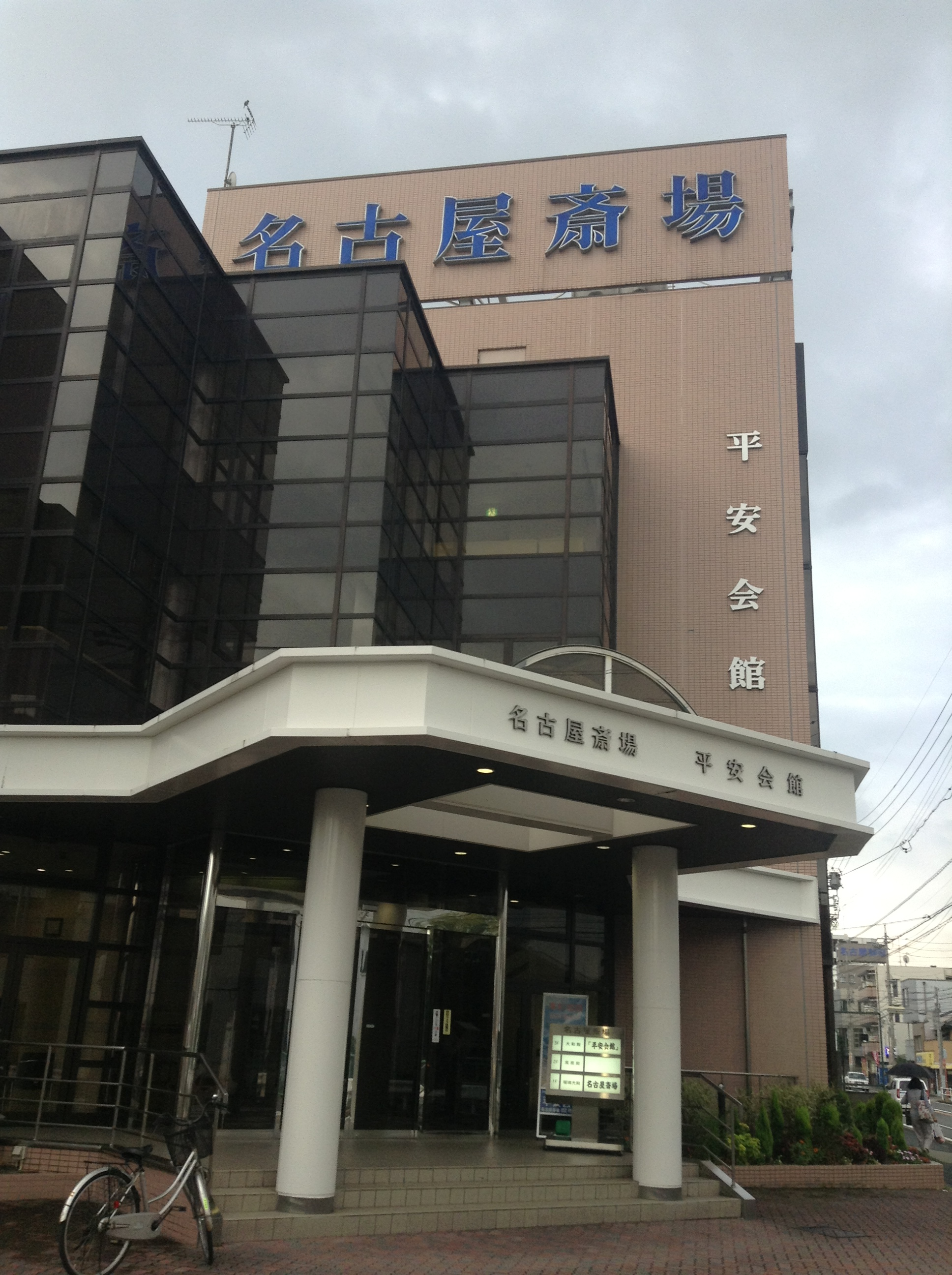
平安会館名古屋斎場
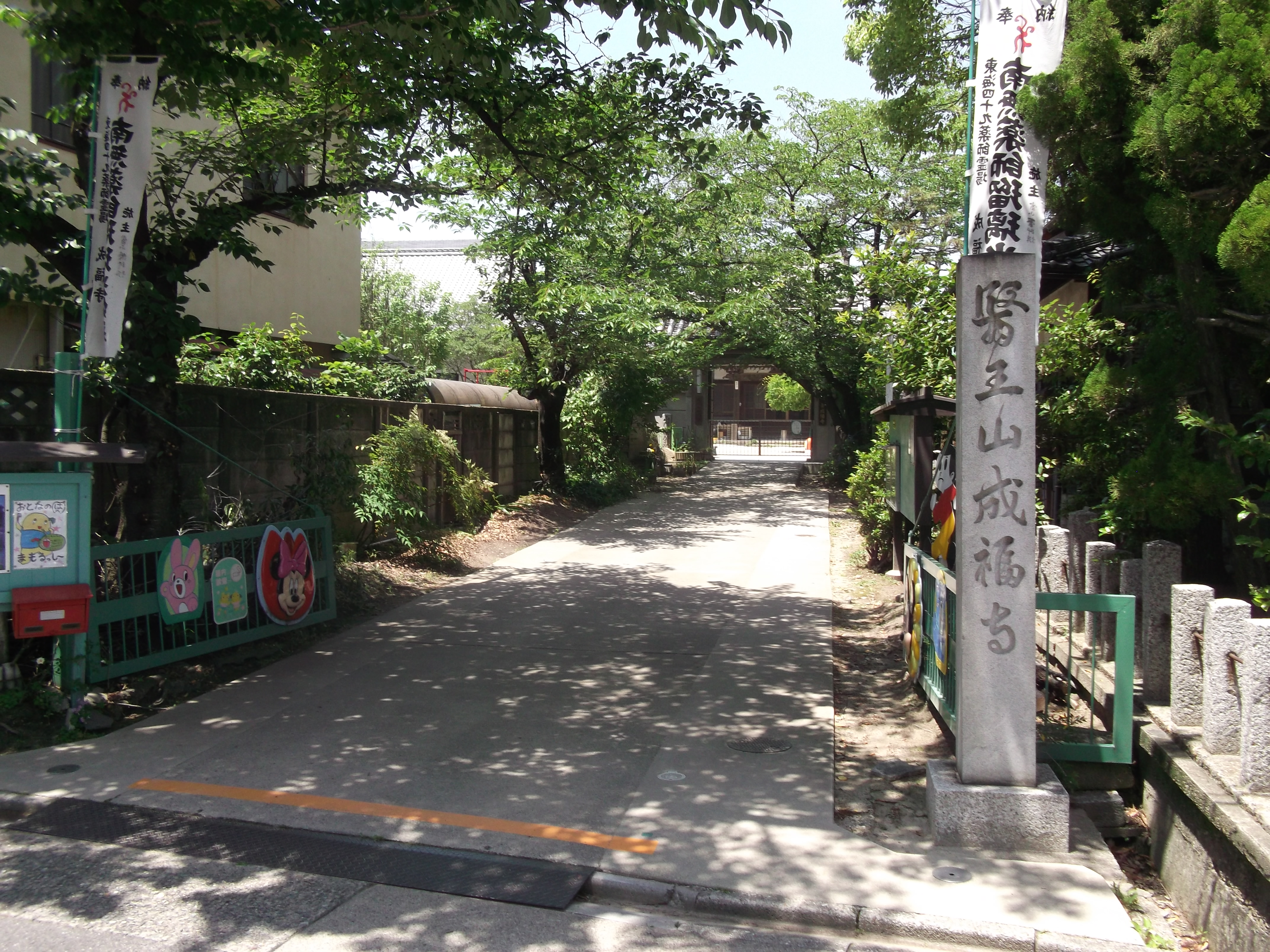
曹洞宗成福寺
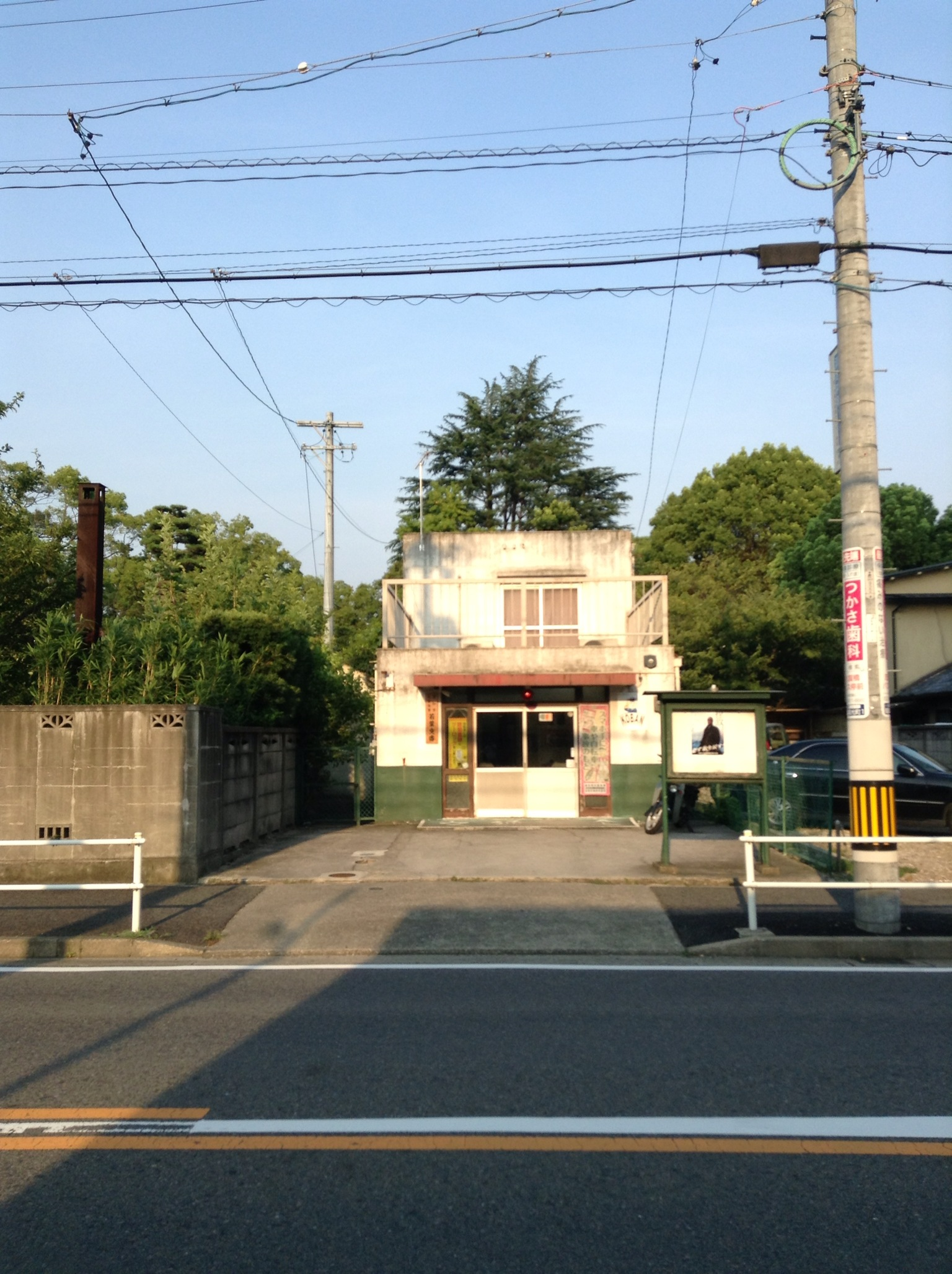
愛知県警察北警察署若葉交番

- 平安会館名古屋斎場
- 成福寺
- 若葉交番

## その他

### 日本郵便
- 郵便番号 : 462-0866[WEB 3]（集配局：名古屋北郵便局[WEB 16]）。

### WEB
1. ↑  “愛知県名古屋市北区の町丁・字一覧”.   人口統計ラボ. 2018年11月8日閲覧。
2. 1 2  “町・丁目(大字)別、年齢(10歳階級)別公簿人口(全市・区別)”.   名古屋市 (2019年1月23日). 2019年1月23日閲覧。
3. 1 2  “郵便番号”.  日本郵便. 2019年1月6日閲覧。
4. ↑  “市外局番の一覧”.   総務省. 2019年1月6日閲覧。
5. ↑  “住所コード検索”. 自動車登録関係コード検索システム.  国土交通省. 2018年10月29日閲覧。
6. ↑  名古屋市役所市民経済局地域振興部住民課町名表示係 (2015年10月21日). “北区の町名一覧”.   名古屋市. 2017年10月7日閲覧。
7. ↑  名古屋市役所総務局企画部統計課統計係 (2005年7月1日). “（刊行物）名古屋の町(大字)・丁目別人口 (平成12年国勢調査) 北区” (xls). 2017年10月8日閲覧。
8. ↑  名古屋市役所総務局企画部統計課統計係 (2007年6月29日). “平成17年国勢調査　名古屋の町(大字)別・年齢別人口 北区” (xls). 2017年10月8日閲覧。
9. ↑  名古屋市役所総務局企画部統計課統計係 (2012年6月29日). “平成22年国勢調査　名古屋の町(大字)別・年齢別人口 北区” (xls). 2017年10月8日閲覧。
10. ↑  名古屋市役所総務局企画部統計課統計係 (2017年7月7日). “平成27年国勢調査　名古屋の町(大字)別・年齢別人口” (xls). 2017年10月8日閲覧。
11. ↑  “市立小・中学校の通学区域一覧”.   名古屋市 (2018年11月10日). 2019年1月14日閲覧。
12. ↑  “平成29年度以降の愛知県公立高等学校（全日制課程）入学者選抜における通学区域並びに群及びグループ分け案について”.   愛知県教育委員会 (2015年2月16日). 2019年1月14日閲覧。
13. ↑  名古屋市交通局 なごや地図ナビ 瑠璃光町2013年9月10日閲覧。
14. ↑  名古屋市交通局 なごや地図ナビ 若葉通2013年9月10日閲覧。
15. ↑  郵便番号簿 平成29年度版 - 日本郵便. 2019年01月06日閲覧 (PDF)

### 文献
1. ↑  「角川日本地名大辞典」編纂委員会編 1989, p. 1412.
2. 1 2  名古屋市北区役所市民室 1979, p. 68.